# 25-и кадър
25-и кадър (скрита реклама, английски „Subliminal message“) е измислен метод за въздействие на съзнанието и подсъзнанието на хората чрез поставянето на допълнителен видео кадър с цел скрита реклама.
Авторът на метода Джеймс Вайкери признава, че експериментите, потвърждаващи въздействието на 25-ия кадър, са били фалшифицирани. Въпреки това използването на скрита реклама е забранено в много страни.
Владимир Леви е най-известният руски психолог и той казва, че човек е под постоянна хипноза, но в по-разсеян вариант. Всяко съсредоточаване е хипноза, а идеята му за 25-и кадър е, че подсъзнанието регистрира неща, които съзнанието не забелязва и по този начин те навлизат директно в подсъзнанието без да минават през реалната преценка на съзнанието, което трябва да определи дали това е добро или лошо. Тоест съзнанието ви няма да забележи 25-ия кадър, но подсъзнанието ще го забележи и ще го приеме директно, а подсъзнанието не прави разлика между добро и лошо. Това е работа на съзнанието, което в случая е заобиколено.

## Принцип на действие
Идеята се състои в това, че зрението на човека по всяка вероятност е способно да различи не повече от 24 кадъра в секунда. Затова друг, по-различен кадър, който се показва за по-кратко от 1/24 от секундата, заобикаля съзнанието и въздейства директно върху подсъзнанието. Действително през подсъзнанието минава цялата информация, която постъпва в мозъка. След обработването на тази информация, която се възприема като най-важната, се включва самото съзнание. По този начин се отсява огромно количество информация, която по продължителността си значително превишава 1/25 от секундата (например обикновена телевизионна реклама), следователно скритата реклама в този случай не е по-силна от обикновената.
При сменянето на кадъра кинооператорът затваря обектива, за да няма трептения на екрана. Докато обективът на първия апарат е затворен, вторият кинопроектор отваря обектива и показва „25-и кадър“, т.е. кадърът се показва на зрителя така както и филмът точно 24 пъти в секунда, а общата честота на сменени кадри по този начин става 48 кадъра в секунда. Дължината и яркостта на 25-ия кадър е занижена в сравнение с тези на филма. Тъй като честотата на сменяне на кадри по телевизията е от 25 до 29,97 кадъра в секунда (по-точно 50 или 60 полукадъра) да се постави външен кадър, който няма да бъде забелязан от зрителя, е невъзможно. В действителност 25-ия кадър не е скрит кадър, защото окото отбелязва всеки кадър, но заради инертността на зрението се слива с подобните и не се откроява.
Благодарение на този ефект да се види излишния рекламен кадър не е трудно, може дори да се прочете кратка дума, ако тя е написана с голям шрифт и е позната на зрителя. Това може да се демонстрира посредством домашен компютър и програма за видео монтаж. Например думите на отделни хора в шумна тълпа се различават трудно, но бебешки плач се чува много добре на този фон.
Психологическият ефект е официално опроверган от Американската асоциация по психология през 1958 година.

## История
През 1957 година Джеймс Вайкери заявява, че е провел в киносалоните на Ню Джърси следния експеримент: По време на показването на трилъра „Пикник“ в моментите на смяна на кадрите с помощта на допълнителен кинопроектор се показвали кадри на скрита реклама като „Пийте Кока-Кола!“, „Гладни ли сте? Яжте пуканки!“ и т.н. Филмите са показвани през лятото на 1957 година. Продажбата на Кока-Кола в киното, по данни на Вайкери, се е повишила с 18,1%, а на пуканки – с 57,8%. След това Джеймс Вайкери е патентовал тази технология и основал дружество за скрита реклама във филмите.
Идеята за тази лъжлива технология му подсказал изобретеният тахистоскоп. Това е уред, правещ кратки светкавици от порядъка на 1/60 000 от секундата. Толкова кратки импулси човешкото съзнание не възприема, т.е. те са по-ниски от прага на възприемане. С тяхна помощ фирма Кодак прави уникални снимки на куршум в движение. Вайкери измисля по-различно предназначение за тези импулси.
Съобщенията в средствата за масова информация привличат вниманието на учените, рекламните агенти и държавните чиновници към метода на Вайкери и те поискали да се направи още един експеримент. Вайкери прави няколко демонстрации, които водят до желания резултат. Хората, върху които бил демонстриран метода, нямали никакво желание да изпълняват скритите заповеди, които им били давани.
През 1958 година Advertising Research Foundation поискала от Вайкери да предостави данните и описанията на опитите, направени през 1957 година, но им било отказано.
Стюарт Роджърс, студент от Ню Йорк, пристигнал във Форт Ли, за да напише реферат върху опитите на Вайкери. Той открива, че киното, в което, по думите на Вайкери, е правен експеримент, не може да побере 50 000 зрители за шест седмици. Директорът на киното заявил, че за пръв път чува, че някакви експерименти са били провеждани в неговото кино.
Млади учени са пробвали да повторят опитите на Вайкери. Така например през 1958 година рекламната агенция Canadian Broadcasting Corporation по време на популярното телевизионно предаване „Close-Up“ пуснала скрит текст „Звънете веднага!“, но количеството обаждания не се е повишило. Когато съобщили на телевизионните зрители за експеримента и ги помолили да познаят какво е било съдържанието на скритото послание, нито един от зрителите не дал правилен отговор, но почти половината от отговорилите казали, че по време на програмата имали желание да ядат и пият.
През 1962 година Вайкери признава, че опитът от 1957 година, заедно с цялата статистика по продажбите, били изцяло фалшифицирани.